# Марс (Нижегородская область)
Марс — деревня в Шарангском районе Нижегородской области России. Входит в состав Черномужского сельсовета.